# Morten Wold

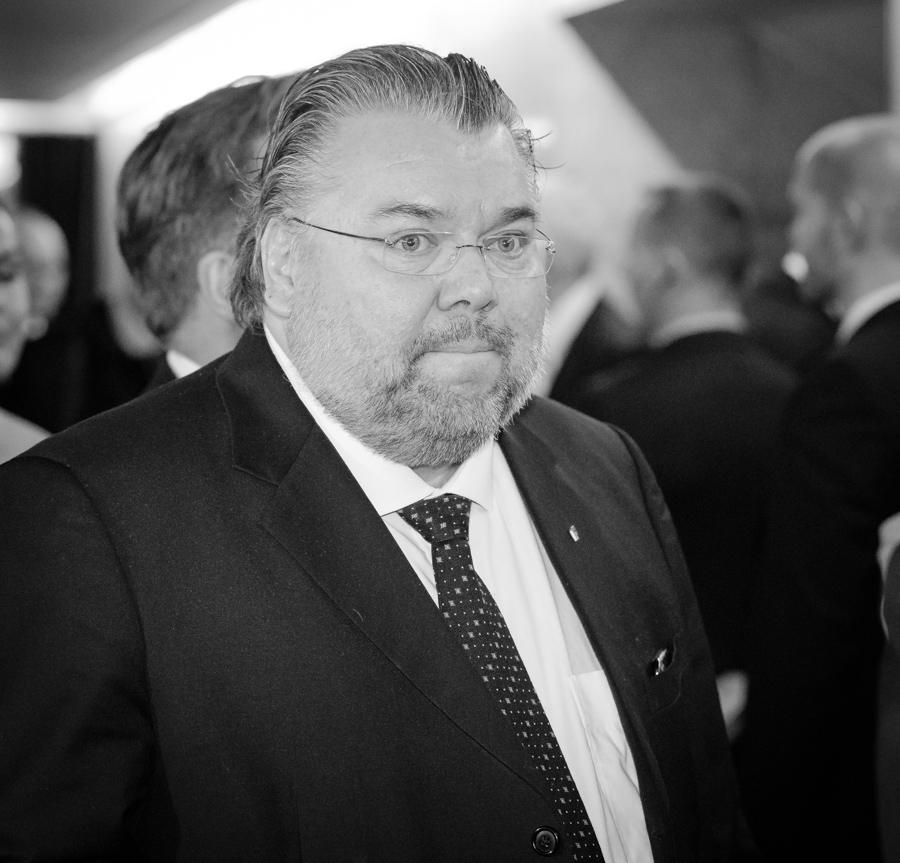
Morten Wold, 2018

Morten Wold (* 22. Juni 1967 in Modum) ist ein norwegischer Journalist und Politiker der rechten Fremskrittspartiet (FrP). Seit 2013 ist er Abgeordneter im Storting.

## Leben
Nach dem Abschluss der weiterführenden Schule in Åmot im Jahr 1986 arbeitete Wold als Journalist in verschiedenen Positionen. Anfangs war er Mitglied der konservativen Partei Høyre und er stand zwischen 1984 und 1988 der Jugendorganisation Unge Høyre in seiner Heimatkommune Modum vor. In den Jahren 1987 bis 1991 saß er für die Partei im Kommunalparlament von Modum. Er trat aus der Høyre-Partei aus, um als Journalist Interessenskonflikten zu entgehen.

### Journalist und Berater
Als Journalist war er zunächst bei Lokalzeitungen tätig, 1992 wechselte er als Fotoreporter zur  Illustrierten Se og Hør. 1993 kehrte er wieder zur Drammener Lokalzeitung Fremtiden zurück, später wechselte er zur Drammens Tidende. Zwischen 1999 und 2000 fungierte er für den norwegischen Skiverband als Generalsekretär bei der Skiflug-Weltmeisterschaft 2000 in Vikersund. Anschließend war Wold bis 2008 erneut als Journalist tätig, bevor er bis 2013 als Kommunikationsberater der FrP-Fraktion im norwegischen Nationalparlament Storting arbeitete. Er trat erst mit dem Beginn dieser Tätigkeit in die Fremskrittspartiet ein. Von 2011 bis 2019 saß er erneut im Kommunalparlament von Modum, dieses Mal jedoch für die FrP.

### Storting-Abgeordneter
Wold zog bei der Parlamentswahl 2013 erstmals in das Storting ein. Dort vertritt er den Wahlkreis Buskerud und er wurde zunächst Mitglied im Ausschuss für Verkehr, Post und Telekommunikation. Nach der Wahl 2017 wechselte er in den Familien- und Kulturausschuss, im Januar 2020 ging er in den Außen- und Verteidigungsausschuss über. Im Anschluss an die Stortingswahl 2017 wurde Wold außerdem Mitglied im Fraktionsvorstand der FrP und zum zweiten Vizepräsidenten des Parlaments gewählt.
Im August 2020 gab er zunächst bekannt, bei der Parlamentswahl 2021 nicht erneut für einen Sitz im Storting kandidieren zu wollen. Er trat schließlich trotzdem parteiintern zur Kandidatur an und gewann im November 2020 eine Kampfabstimmung um den ersten Listenplatz der FrP in Buskerud gegen Jon Engen-Helgheim. Im Anschluss an die Wahl wurde Wold am 9. Oktober 2021 zum dritten Vizepräsidenten des Parlaments gewählt. Nach der Wahl wurde er zudem Mitglied im Gesundheits- und Pflegeausschuss sowie Teil des FrP-Fraktionsvorstands. Im Oktober 2024 wechselte Wold während der laufenden Legislaturperiode in den Außen- und Verteidigungsausschuss.